# Маслухин, Виталий Алексеевич
Виталий Алексеевич Маслухин (2 ноября 1909, дер. Степаново, Вологодская губерния — 9 января 1978, Вологда) — сапёр 731-го стрелкового полка, сержант — на момент представления к награждению орденом Славы 1-й степени.

## Биография
Родился 2 ноября 1909 года в деревне Степаново (ныне Вологодского района Вологодской области). Окончил 3 класса. Перед Великой Отечественной войной работал заведующим пекарней на станции Обозерская Архангельской области.
С началом войны был призван в Красную Армию и направлен в Архангельск, в распоряжение командира 88-й стрелковой дивизии. Изначально был зачислен по гражданской специальности, в полевую хлебопекарню. По собственной просьбе был переведён рядовым в стрелковую роту. С августа 1941 года участвовал в боях с захватчиками на кестеньгском направлении Карельского фронта.
Рядовой Маслухин с первых дней зарекомендовал себя смелым и выносливым солдатом, хорошим и верным товарищем. Вскоре был переведен в полковую разведку. Участвовал в нескольких разведрейдах, захватах «языков». Самостоятельно освоил минно-подрывное дело. Член ВКП(б) с 1944 года. В одном из разведвыходов был ранен.
После госпиталя направлен в 731-й стрелковый полк 205-й стрелковой дивизии: часть, в которой начинал службу, была переброшена на другой фронт. Здесь снова сменил военную специальность, по предложению старшего сержанта Льва Михиевича был переведён в сапёрный взвод. В составе этого взвода прошёл боевой путь до Победы.
25-27 июня 1944 года севернее поселка Кестеньга ефрейтор Маслухин проделал 3 прохода в минных полях противника, снял 67 мин. Приказом от 14 июля 1944 года ефрейтор Маслухин Виталий Алексеевич награждён орденом Славы 3-й степени.
19 сентября 1944 года в бою юго-западнее населённого пункта Савнорог под сильным артиллерийским огнём проделал 2 прохода в минных заграждениях противника, обеспечив выход в атаку стрелковым подразделениям. Приказом от 22 октября 1944 года ефрейтор Маслухин Виталий Алексеевич награждён орденом Славы 2-й степени.
В ноябре 1944 года, после победоносного завершения боевых действий в Заполярье, дивизия была переброшена в состав 2-го Белорусского фронта и приняла участие в разгроме противника в Восточной Померании.
В марте 1945 года в боях за город Гдыню сержант Маслухин с товарищем проникли в тыл противника, укрепившегося в заводских корпусах. Заложили фугасы под зданием, из которого противники вели особенно интенсивный огонь, и с началом наступления подорвали его. 26 марта под огнём противника проделал проход в минном поле, обезвредив 18 мин, спас жизнь офицеру. Указом Президиума Верховного Совета СССР от 29 июня 1945 года за мужество, отвагу и героизм сержант Маслухин Виталий Алексеевич награждён орденом Славы 1-й степени. Стал полным кавалером ордена Славы.
В 1945 году был демобилизован. Вернулся к своей мирной довоенной профессии, стал снова печь хлеб. Пять лет работал инструктором хлебопечения, передавал свой опыт и знания молодёжи. Затем работал на торговой базе. Жил в Вологде. Скончался 9 января 1978 года. Похоронен на Пошехонском кладбище в Вологде.
Награждён орденами Славы 3-х степеней, медалями.